# Tendenzstück
Als Tendenzstücke wurden in der deutschsprachigen Kulturdebatte inhaltlich als propagandistisch wahrgenommene Dramen bezeichnet.
Er wurde vor allem in der Endphase der Weimarer Republik genutzt und diente dort als abwertende Zuschreibung. Er ist nach Birte Werner Ausdruck der Schwierigkeit mit gleichzeitig künstlerisch ambitionierten als auch politisch engagierten Stücken umzugehen und eine Bewertung für sie zu finden. 
Da den so bezeichneten Stücken von vornherein künstlerische Qualitäten abgesprochen wurden, wird er heute nicht mehr gebraucht.